# Canuellina canalis
Canuellina canalis är en kräftdjursart som beskrevs av Por 1969. Canuellina canalis ingår i släktet Canuellina och familjen Canuellidae. Inga underarter finns listade i Catalogue of Life.